# Ruta de França
La Ruta de França (en francès: Route de France) era una competició ciclista per etapes que es disputava per la regió francesa de l'Alvèrnia. Estava reservada a ciclistes independents i amateurs

## Palmarès
| Any  | Vencedor              | Segon                 | Tercer             |
| ---- | --------------------- | --------------------- | ------------------ |
| 1951 | Jacques Vivier        | Marcel Bon            | René Volet         |
| 1952 | Moïse-André Bernard   | Roger Julienne        | Jean Adriaensens   |
| 1953 | Louis Bares           | René Desmet           | Blaise Bertolotti  |
| 1954 | Nicolas Barone        | Orphée Meneghini      | Willem Vandenbosch |
| 1955 | René Genin            | Gérard Saint          | Pierre Beuffeuil   |
| 1956 | Raymond Mastrotto     | Marcel Queheille      | Michel Vermeulin   |
| 1957 | Raymond Mastrotto     | Michel Vermeulin      | Robert Roudaut     |
| 1958 | Guy Ignolin           | René Jousser          | Gérard Thiélin     |
| 1959 | Henri Duez            | Jean Bonifassi        | Gérard Bauman      |
| 1960 | Marc Huiart           | Jean-Claude Lebaube   | Jean-Claude Morio  |
| 1961 | Jean Jourden          | Alban Cauvet          | Marcel Flochlay    |
| 1962 | Peter Crinnion        | André Grain           | Blaise Gallo       |
| 1963 | Lucien Aimar          | Georges Chappe        | Raymond Delisle    |
| 1964 | Christian Raymond     | Charles Rigon         | Désiré Letort      |
| 1965 | Charly Grosskost      | Jean Dumont           | Maurice Izier      |
| 1966 | Paul Maes             | Derek Harrison        | Robert Bouloux     |
| 1967 | Derek Harrison        | René Grelin           | Daniel Samy        |
| 1968 | Jean Pinault          | Marcel Duchemin       | Mariano Martínez   |
| 1969 | Jean-Pierre Parenteau | Max Heuzebroc         | Joël Millard       |
| 1970 | Régis Ovion           | Paul Ravel            | Pierre Rivory      |
| 1971 | Régis Ovion           | Claude Aigueparses    | Michel Le Denmat   |
| 1972 | Jean-Pierre Guitard   | Daniel Leveau         | Patrice Testier    |
| 1973 | Bernard Bourreau      | Michel Charlier       | Michel Jacquier    |
| 1974 | Michel Laurent        | Bernard Hinault       | Bernard Vallet     |
| 1975 | Bernard Vallet        | Alain Meslet          | Bernard Quilfen    |
| 1976 | Michel Herbault       | Philippe Bodier       | Michel Zuccarelli  |
| 1977 | Loïc Gautier          | Jean-Pierre Bouteille | Joël Gallopin      |
| 1978 | Didier Lebaud         | Graham Jones          | Michel Larpe       |
| 1979 | Robert Millar         | Régis Clère           | Loubé Blagojevic   |
| 1980 | Jérôme Simon          | Stephen Roche         | Pierre Le Bigaut   |
| 1981 | Étienne Néant         | Fabien De Vooght      | Daniel André       |
| 1982 | Gilles Mas            | Pascal Trimaille      | Gilbert Lagarde    |
| 1983 | Robert Forest         | Michel Jean           | Bernard Faussurier |
| 1984 | Bruno Huger           | Ronan Pensec          | Serge Bodin        |
| 1985 | Jean Guérin           | Pascal Rouquette      | Philippe Goubin    |
| 1988 | Hervé Henriet         | Gérard Picard         | Nicolas Dubois     |
| 1989 | Marc Thévenin         | Franck Simon          | Jean-Luc Aulnette  |
| 1990 | Jean-Philippe Dojwa   | Pascal Berger         | Jean-Cyril Robin   |